# Dietetica cinese
La dietetica cinese è un aspetto del complesso terapeutico proprio della medicina tradizionale cinese. La dietetica cinese si occupa dello sfruttamento a fini terapeutici degli alimenti siano essi assunti in forma unica o in combinazioni con altri alimenti o con rimedi propri della farmacologia cinese e nell'ambito della medicina tradizionale cinese, ha un'importanza fondamentale.

## Storia della dietetica cinese
Nelle corti imperiali dell'antichità il dietologo era di importanza inferiore solo al medico ed era tenuto nella massima considerazione, tant'è vero che la scienza della quale era depositario venne trasmessa in forma scritta nei testi classici di medicina tradizionale cinese a cominciare dal caposaldo Huang Di Nei Jing, scritto attorno al II secolo a.C.
Di dietologia si parla anche nel testo di Zhang Zhong Jing, lo Shang Han Za Bing Lun ("Trattato sulle malattie febbrili da penetrazione del freddo") nel quale vengono trattate le malattie determinate dalla penetrazione del Freddo e dove vengono descritti i corretti comportamenti alimentari per la soluzione dei quadri clinici descritti dal grande medico del III secolo d.C.
Consigli dietetici vengono forniti anche nel testo Shennong Ben Cao Jing ("Trattato di Farmacologia di Shennong") risalente al I secolo a.C. e nell'opera di Sun Si Miao, il Bei Ji Qian Jin Yao Fang apparsa alla fine del VII secolo a.C.
L'opera che appare più indicativa dell'impegno col quale i medici cinesi affrontavano lo studio della Natura e dei doni che essa forniva per la cura delle malattie, è il Ben Cao Gang Mu di Li Shi Zhen. Quest'opera richiese all'autore ben trenta anni della sua vita e venne pubblicata dopo la sua morte. Essa non solo trattava di farmacologia, ma anche di dietetica, di botanica, mineralogia, zoologia e astronomia e il preziosissimo patrimonio iconografico fa di quest'opera una delle più preziose dell'intera medicina tradizionale cinese.
Così come vi furono periodi di massima espansione della scienza medica cinese, con particolare riferimento alle dinastie Han (206 a.C. - 220 d.C.), Tang (618-907), Song (960- 1279) e Ming (1368-1644), vi furono periodi di forte repressione in cui sviluppo, studio ed applicazione delle conoscenze passate erano praticamente proibiti e lasciati cadere in disuso.
Particolarmente opprimente fu il periodo della dinastia Qing (1644-1911) nel quale qualsiasi pratica medica non scientifica venne abolita e, di fatto, bandita relegando ciò che era stato sviluppato nel corso dei millenni alla pratica rurale giungendo a chiudere la grande Accademia di Medicina di Pechino, onore e vanto di tutta la Cina.
La rivoluzione maoista, la ricerca di una personalizzazione culturale cinese, l'evidente e continuo ricorso alle pratiche mediche tradizionali da parte della popolazione e, soprattutto, la necessità di coprire le esigenze sanitarie del paese, portarono le autorità a riconoscere non solo la praticità e semplicità delle esperienze mediche tradizionali, ma a raccomandarne la riscoperta, lo studio, la diffusione e la messa in atto completa su tutto il territorio.

## Fisiologia dell'alimentazione
Gli alimenti giungono allo stomaco dopo aver subito il processo di masticazione.
Giunti al riscaldatore medio subiscono la prima distillazione che consiste nella separazione del QI puro da quello impuro e dalla separazione dei liquidi puri da quelli impuri. I primi vengono inviati alla milza che provvede alla ulteriore distillazione e alla trasformazione in energia nutritiva, alla ripartizione dei sapori degli alimenti ingeriti, alla metabolizzazione dell'umidità e all'invio verso il polmone dell'energia alimentare appena distillata (GUQI).
Giunta al polmone, l'energia nutritiva viene fusa a quella respiratoria a formare l'energia nutritiva YINGQI che verrà distribuita a tutto il corpo dal polmone stesso. La YINGQI, giunta ai vari organi diventa JINGQI propria dell'organo della quale viene a far parte.
La parte impura dell'energia alimentare distillata da parte dello stomaco, viene inviata all'Intestino tenue che provvede alla separazione di una gran parte di liquidi che vengono recuperati, mentre i rifiuti solidi passano nell'Intestino crasso che provvede ad essiccarli per trasformarli in materiale fecale che verrà scartato attraverso l'orifizio posteriore YIN (ano).
È opportuno, in questa sede, ricordare che l'alimentazione ha una finalità, quella di nutrire, ma possiede due potenzialità:
- togliere la salute;
- ripristinarla.

Su queste due potenzialità si fonda tutto il pensiero dietologico cinese.

## Le caratteristiche degli alimenti
Come gli alimenti influiscano sul nostro organismo è quanto di più interessante vi sia nelle leggi della dietetica cinese. L'alimento penetra il nostro corpo e vi agisce attraverso diversi meccanismi e con diverse energie.

### Lo Jing
Parleremo innanzitutto dello Jing, o Quintessenza alimentare, che rappresenta la vitalità intrinseca, la qualità, il potere energetico dell'alimento stesso.
La qualità è più elevata in rapporto alla freschezza e all'epoca di raccolta, che deve avvenire nel momento opportuno. Tutti gli alimenti raccolti in epoche non idonee non possiedono il Jing corretto ed un alimento consumato molto tempo dopo la sua raccolta avrà un potere vitale assai ridotto.
Anche il potere cinetico rappresenta un fattore di arricchimento dello Jing ed avremo quindi che un alimento fecondato, come l'uovo gallato, avrà un alto contenuto di Jing, così come un alto contenuto di Jing lo possederanno le gemme o i germogli e le parti del cibo a più alto tenore cinetico, come la buccia.
Un alimento consumato dagli abitanti del luogo nel quale è stato raccolto avrà, per costoro, un maggior quantitativo di Jing di quello che avrebbe se fosse consumato da individui residenti in luoghi più lontani. Ciò si spiega se si considera il fatto che l'Uomo e ciò che lo circonda hanno le stesse origini primordiali, quindi se un individuo consuma un alimento cresciuto e raccolto nel luogo nel quale egli stesso è nato e cresciuto, non farà altro che condividere se stesso e la sua storia aumentando l'intensità dei rapporti che egli ha con la natura del luogo nel quale vive.
Un alimento fornisce più Jing se viene assunto nella sua forma più completa, ovvero se si evita di asportarne anche piccole parti. È comune procedere alla asportazione della buccia o del torsolo dei frutti, tuttavia sarebbe bene evitarlo e limitarsi a lavare accuratamente l'alimento, anche se il continuo, letale uso di pesticidi crea difficoltà persino a compiere una semplice operazione come la lavatura degli alimenti.
La forza, la quantità e la validità dello Jing alimentare sono infine legati al rispetto della stagionalità e dei cicli naturali. Se un dato alimento si sviluppa e giunge a maturazione in un particolare periodo, è proprio in quel dato periodo che andrebbe consumato, evitando di farlo prima o dopo di esso. Se fosse consumato prima della sua piena maturazione, lo Jing non sarebbe maturo e se fosse consumato dopo, lo Jing si sarebbe inesorabilmente dissolto totalmente o parzialmente.

### Il QI alimentare
Rappresenta l'energia che modifica, restaura, accresce o danneggia il nostro organismo. Il QI alimentare rappresenta la fusione di diversi fattori e precisamente i seguenti:
YIN/YANG;
natura;
sapore;
tendenza;
consistenza
meridiani destinatari.

#### Fattore YIN/YANG
A sua volta suddiviso in relazione al colore e al luogo di crescita dell'alimento.
Relativamente al colore avremo che un alimento può propendere verso lo YIN o verso lo YANG anche se le altre caratteristiche sono marcatamente della polarità opposta. Partendo dal massimo colore YIN che è il nero passeremo attraverso il bianco, il giallo, il verde per giungere al rosso che rappresenta il colore massimamente YANG.
Relativamente al livello nel quale l'alimento si è sviluppato diremo che i tartufi, i tuberi e i bulbi sono YIN di YIN, giacché sono nati e cresciuti sotto la superficie del terreno. Le radici sono YANG di YIN, poiché nascono in superficie, ma tendono ad approfondirsi nella terra. Le verdure, i legumi e la frutta sono YIN di YANG, giacché nascono dalla superficie, ma si sviluppano salendo verso l'alto. YANG di YANG sono, invece, gli animali che al concetto di crescita al di sopra della superficie terrestre uniscono la capacità di movimento (YANG). I cereali sono considerati YANG di YANG, in quanto apportatori di notevole quantitativo di energia.

#### Fattore natura
Questa variabile si riferisce alla capacità di un alimento di influire, in positivo o in negativo, sulle funzioni corporee in senso dinamico e sulla temperatura corporea. Si evince chiaramente l'influenza sullo YIN e lo YANG del corpo per cui avremo che gli alimenti possono avere Natura:
- Fredda HAN massimo YIN
- Fresca LIANG
- Neutra PING
- Tiepida WEN
- Calda RE massimo YANG

Si comprende come un alimento di natura fredda determini un sensibile decremento delle funzioni, della dinamica e della temperatura corporea e mortifichi quindi lo YANG mentre un alimento di natura fresca sarà meno incisivo pur tendendo nella stessa direzione energetica. Si comprende che se la natura è fredda vi sarà una prevalenza dello YIN mentre se vi è una prevalenza dello YANG è calda. L'equilibrio tra YIN e YANG determina la natura neutra che non modificherà in alcun modo le funzioni, la dinamica e la temperatura corporea.
In linea generale:
- gli alimenti di natura fredda o fresca disperdono il calore esterno ed interno, raffreddano il sangue e disintossicano dai veleni;
- gli alimenti con natura neutra tonificano il sangue, pacificano la mente, armonizzano e regolano il QI e moderano l'effetto degli altri alimenti;
- gli alimenti con natura calda o tiepida disperdono il freddo, disostruiscono i canali, armonizzano il QI controcorrente e sostengono YANG e Mingmen.

#### Fattore sapore
Il concetto di sapore è di fondamentale importanza pari a quella trattata a proposito di natura.
Mentre in occidente il sapore è visto come la sensazione tesa a soddisfare svariate frustrazioni, nella dietologia cinese il sapore è visto come vera e propria fonte energetica impalpabile in grado di indurre modificazioni di estrema importanza su tutti i distretti corporei.
Ad ogni sapore si abbina un odore e la corrispondenza fisica viene rappresentata dalla terra per i sapori e dal cielo per gli odori.
L'importanza del sapore è determinata dal fatto che esso è in grado di modificare l'atteggiamento energetico del distretto verso il quale è diretto. Infatti ogni organo ha un caratteristico dinamismo energetico.
- Il cuore ama la morbidezza. Richiamandosi alle immagini della fiamma, morbida e flessuosa, anche l'energia del cuore è morbida e flessuosa. La flessuosità presuppone che non vi sia rilasciamento per cui il QI del cuore teme la rilassatezza.
- La milza ama l'armonizzazione. Poiché la missione del QI di milza è quella di armonizzare e pacificare il suo QI è armonizzante e pacificante, non è frettoloso ne frenetico. Poiché procede con lentezza il suo nemico principale è l'Umidità che tende a rallentare ulteriormente il procedere del QI di milza. Il QI di milza teme l'umidità.
- Il polmone ama la raccolta. Come in autunno (stagione del polmone) si procede a raccogliere i frutti della terra così il QI del polmone ama la raccolta e il radunare. IL QI polmonare teme l'energia controcorrente ossia quella che si oppone alla raccolta.
- Il rene ama la solidità. Nei mesi invernali il freddo tende a solidificare e ad irrigidire ogni cosa così il QI di rene ama la solidità. Tutto ciò che è contrario alla solidificazione danneggia il QI del rene. Poiché il rene si identifica con l'acqua, il QI renale teme la secchezza.
- Il fegato ama la dispersione. Come la primavera, alla quale si richiama, il fegato ama l'espansione energetica e la dispersione. Tutto ciò che riguarda il Fegato si distingue per la tendenza all'espansione e tutto ciò che l'impedisce, agendo da compressore, risulta dannoso per il QI del fegato. Il fegato teme la compressione.

La classificazione dei sapori parte innanzitutto dalla identificazione della loro polarità YIN/YANG. L'appartenere a una o all'altra polarità comporta delle differenze di azione nei confronti del QI per cui avremo che i sapori YANG imprimono all'energia un movimento verso l'alto e l'esterno mentre i sapori YIN portano l'energia verso l'interno e il basso.
Sono sapori YIN:
- l'acido
- l'amaro
- il salato

sono sapori YANG:
- il piccante
- il dolce

Ora si analizzeranno in dettaglio le azioni e le caratteristiche dei vari sapori.

##### Sapore acido/agro
Il sapore acido/agro si dirige con tropismo particolare al Fegato. Ha caratteristiche contratturanti e concentranti, arresta le perdite. Sui vari organi e visceri espleta le seguenti funzioni: 
- sul fegato, per la sua azione contratturante, ha azione negativa impedendo al QI di espandersi se assunto in grosse quantità, mentre un'assunzione moderata tende a moderare la tendenza dispersiva del fegato;
- sul cuore, che ama la morbidezza, ma teme la rilassatezza, il sapore acido espleta un'azione benevola, giacché con la sua azione contratturante si oppone alla rilassatezza;
- sulla milza il sapore acido è lesivo sia nei confronti dell'organo stesso che nei confronti del substrato organico. Il suo potere contratturante si oppone alla tendenza armonizzante del QI della milza. Il Su Wen afferma che "l'acido in abuso lede la milza, avvizzisce le labbra e retrae la carne";
- sul polmone il sapore acido ha azione benefica in quanto aiuta il polmone nella sua azione di raccoglimento;
- sul triplice riscaldatore il sapore acido agisce intiepidendo lo stomaco, ma avvizzisce e offende la vescica bloccando le vie dell'acqua.

##### Sapore amaro
Il sapore amaro si dirige al cuore. Bilancia la tendenza ammorbidente del QI del cuore se assunto in modiche quantità mentre lo danneggia se assunto in quantità eccessive. Ha azione rassodante, evacuante e disseccante. Sui vari organi e visceri espleta le seguenti funzioni: 
- sulla milza ha azione negativa in quanto la sua azione rassodante è contraria alla rilassatezza del QI splenico. Però non va dimenticato che il nemico principale della milza è l'umidità che viene contrastata proprio dal sapore amaro;
- sul polmone il sapore amaro è favorevole giacché favorisce il QI polmonare nella sua funzione di raccolta. La tendenza ad abbassare il QI è favorevole alla tendenza ad abbassarsi del QI polmonare. Tuttavia questo sapore è lesivo nei confronti del substrato anatomico del polmone ossia per la pelle e i peli ed anche nei confronti del QI in generale;
- sul rene il sapore amaro è lesivo sulle ossa, patrimonio del Rene. La sua tendenza ad essiccare è contraria al Rene che teme la secchezza, tuttavia l'azione rassodante è favorevole perché il QI renale ama la solidità;
- sul fegato non ha azioni energetiche particolari;
- sul triplice riscaldatore il sapore amaro ha azione bloccante nei confronti del QI e ha tendenza a provocare il vomito.

##### Sapore salato
Il sapore salato si dirige al rene. Ha azione purgante, ammorbidente ed evacuante. In aggiunta ha azioni calmanti nei confronti dello SHEN e sbloccanti sulle ostruzioni. 
- sul rene il sapore salato ha azione lesiva sia nei confronti delle ossa e dei denti sia sul QI renale che ama la solidità;
- sul cuore ha azione lesiva sul substrato anatomico ovvero i vasi sanguigni mentre sul QI cardiaco ha azione favorevole, giacché questo ama la morbidezza garantita proprio dal sapore salato;
- sulla milza ha azione positiva, giacché asseconda il QI splenico nel suo morbido e armonico fluire;
- sul triplice riscaldatore non ha azioni rilevanti, tuttavia prosciuga i liquidi gastrici danneggiando il viscere.

##### Sapore piccante
È il sapore più YANG e si dirige al polmone. Energeticamente ha funzioni mobilizzanti, diaforetiche, innalzanti, mobilizzanti sul sangue e nutritive.
- sul polmone agisce positivamente soprattutto sul substrato anatomico. Ha azione negativa, se assunto in eccessiva quantità, poiché contrasta la tendenza alla raccolta del QI polmonare;
- sul rene ha azione positiva poiché temendo la secchezza, essa viene contrastata dalla capacità umettante di questo sapore;
- sul fegato svolge importanti azioni benevole in virtù della sua azione disperdente che favorisce il QI epatico nella sua funzione. È negativo nei confronti del substrato anatomico del fegato cioè le unghie;
- sul triplice riscaldatore ha azioni positive, giacché aiuta questa struttura funzionale a disperdere le energie elaborate nei vari settori.

##### Sapore dolce
Il sapore dolce si dirige alla milza. Energeticamente è tonificante nei confronti del QI e dello YIN, armonizzante e nutriente nonché antispastico. 
- sulla milza ha funzioni positive in ogni senso. Armonizza tutto il riscaldatore medio, tonificando il QI e il substrato anatomico della milza. Va rammentato che il sapore dolce in oggetto non è quello dello zucchero, ma quello dei cereali;
- sul rene ha azione negativa. Dal Su Wen "il sapore dolce dà offesa al rene nuoce alle ossa e fa cadere i capelli";
- sul fegato agisce positivamente, poiché la sua azione dissipante coincide con i compiti del QI epatico;
- sul cuore ha potere negativo, poiché contrasta con le necessità del QI cardiaco che teme la rilassatezza, che è invece l'azione propria del sapore dolce;
- sul triplice riscaldatore ha funzioni armonizzanti specie sulla frazione media, tuttavia si ripercuote negativamente sulla parte inferiore e di conseguenza sul cuore.

Fanno parte dei sapori anche il sapore insipido che non ha particolari direzioni e appartiene alla polarità YANG con funzioni di drenare l'umidità aumentando la diuresi e il sapore acre che fa parte dei sapori ed è YIN con funzioni di trattenimento dei liquidi e dello YIN limitando le perdite.
Molto meno decisivi ai fini energetici sono gli odori, tuttavia come tutte le forme di energia che avvolgono l'uomo, hanno proprietà curativo-alimentari.
Dall'8º cap. Del Su Wen "il Cielo alimenta l'uomo con i 5 odori che entrano nel naso, si dirigono al petto e risalgono al viso per dargli colorito e dare suono alla voce".
I cinque odori sono:
- Fetido/rancido corrisponde, tipologicamente, all'odore del legno, dell'animale, del grasso o dell'ascella. È relativo anche alla fermentazione. Ha corrispondenze con il movimento legno;
- Bruciato tipologicamente corrisponde all'odore degli arrosti e delle grigliate. Ha corrispondenze con il movimento fuoco;
- Nauseabondo corrisponde all'odore dell'aglio, della cipolla e del metallo. Ha corrispondenze con il movimento metallo;
- Putrefatto corrisponde all'odore dell'humus e all'odore delle acciughe. Ha corrispondenze con il movimento acqua;
- Profumato corrisponde all'odore del cibo, del miglio e degli aromi. Ha corrispondenze con il movimento terra.

#### Tendenza
La tendenza di un alimento fa riferimento alla capacità del medesimo alimento di dare una specifica direzionalità al QI corporeo. In pratica un alimento può condurre il QI verso l'esterno compiendo quindi un'esteriorizzazione energetica, può però anche determinare un'interiorizzazione energetica veicolando il QI corporeo verso le aree più interne dell'organismo. L'alimento può anche compiere un innalzamento energetico veicolando il QI verso l'alto ma può determinare un abbassamento energetico conducendo il QI verso il basso.
In genere gli alimenti che innalzano ed esteriorizzano hanno sapore piccante e natura tiepida o calda, portano beneficio al cervello, riscaldano la superficie e i quattro arti e liberano il biao dalle energie cosmopatogene.
Gli alimenti che interiorizzano e abbassano hanno prevalentemente sapore amaro o acido e natura fresca o fredda e determinano l'espulsione dei ristagni, purificano il calore e rompono gli ammassi. In linea generale la tendenza è una caratteristica energetica di limitato impiego e interesse a fini terapeutici.

#### Consistenza
La consistenza di un alimento ne identifica il tono energetico e permette l'identificazione del movimento di appartenenza per poter formulare la corretta indicazione o controindicazione.
Gli alimenti di consistenza lignea come i semi oleosi o molto duri appartengono al movimento legno ed agiscono quindi sul fegato.
Gli alimenti di consistenza carnosa come appunto la carne, il tofu o la papaya appartengono al Movimento terra e agiscono quindi sulla milza-pancreas.
Gli alimenti di consistenza fibrosa come il cuore di bue o le verdure con coste consistenti e fibrose appartengono al movimento fuoco ed agiscono sul cuore. Gli alimenti di consistenza croccante e fragrante come il pane, i fritti e la lattuga appartengono al movimento metallo e agiscono perciò sul polmone.
Infine gli alimenti succosi e riccamente costituiti di acqua appartengono ovviamente al movimento acqua e si dirigono al Rene agendo energeticamente su di esso.

#### Meridiani destinatari
È un'importante caratteristica propria di ogni alimento che si riferisce alla capacità di dirigere il proprio QI alimentare verso una o più peculiari vie energetiche.
Questa particolare caratteristica permette una notevole selettività terapeutica per cui ogni singolo alimento può essere indicato per giungere in particolari distretti organici o verso precisi organi e/o visceri. Ad esempio la cannella si dirige con selettività verso il rene dove agisce con le altre sue caratteristiche che la portano a riscaldare lo YANG renale, a rafforzare la regione lombare e ad alleviare le articolazioni dall'attacco delle energie vento/freddo e umidità. Si comprende la grande importanza di simile caratteristica energetica a fini terapeutici e preventivi.

## Classi alimentari
Le classi alimentari classificano gli alimenti in base alle caratteristiche energetiche ed alle potenzialità terapeutiche loro proprie.
Come per la farmacologia cinese anche per la Dietetica cinese si può effettuare la classificazione degli alimenti in base alla loro capacità di azione. Va ricordato che al di là della classificazione, molti alimenti posseggono altre azioni oltre a quella per la quale è stato catalogato.
Alimenti che rimuovono le stasi del QIsono gli alimenti generalmente di sapore piccante e dolce e di natura tiepida e neutra in grado di rimuovere le ostruzioni al flusso del QI e di velocizzarne la circolazione. Per via della loro azione molti di loro si dirigono al Fegato. Le principali manifestazioni di stasi di QI si verificano a livello psichico, gastrointestinale e sessuale nonché a livello delle vie energetiche con la comparsa delle algie reumatiche e di altro genere. A livello psichico si nota una variabilità dell'atteggiamento dell'individuo che può passare da una notevole aggressività a periodi di depressione. Le frustrazioni emotive, le insoddisfazioni sono responsabili spesso di un alterato flusso del QI. A livello gastrointestinale si verificano sintomi dispeptici di varia natura con la caratteristica comparsa di gonfiore post-prandiale e l'alternanza di stipsi ostinata a periodi di feci molli o diarrea. A livello sessuale vi sono sintomi prevalentemente a carico della donna con la comparsa della sindrome premestruale e la dismenorrea. A livello dei canali energetici si verificano spesso delle algie temporanee senza lesioni oggettive, delle nevralgie intercostali e delle cervicalgie caratteristicamente peggioranti in seguito ad un qualsiasi disagio emotivo. Gli alimenti in grado di sbloccare e velocizzare il circolo energetico sono numerosi ma le loro caratteristiche sono molto incisive sull'organismo e vanno utilizzati con oculatezza e parsimonia. Aglio, finocchio, peperone, melograno, menta, timo, fico d'India, camomilla, cumino, erba cipollina, vino, scalogno, mandarancio
Alimenti che rimuovono le stasi del sanguesono alimenti in grado di sbloccare e velocizzare il circolo energetico e del sangue. Hanno sapore e natura abbastanza vari e si addicono alle situazioni nelle quali un alterato circolo del QI abbia provocato dapprima un rallentamento poi un arresto e successivamente una stagnazione del sangue con sintomi abbastanza caratteristici, primo fra tutti il dolore di intensità molto elevata, quindi la presenza di tumefazioni fisse e profonde. Aceto, erba cipollina, granchio, melanzana, prezzemolo, salvia, zafferano, peperoncino.
Alimenti purificanti il calore, il fuoco e disintossicantisono alimenti con caratteristiche abbastanza fisse poiché posseggono natura fresca o fredda e sapore generalmente amaro in grado di determinare la sottomissione del Calore patogeno, di spegnere il Fuoco e di drenare le tossine. Asparago, broccoli, carota, cicoria, cetriolo, funghi, shitake, oliva, pomodoro, ravanello, rapa, sedano, zucchini, verza, banana, cachi, cocomero, fico, fragola, melone, melone d'inverno, pera, pesca, orzo, azuki, soia, alghe, tofu.
Alimenti che favoriscono la digestione, lubrificanti e lassativiper la loro azione lubrificante e lassativa, sono quelli in grado di stimolare i processi elaborativi che sono di spettanza della milza e dello stomaco e di alleviare quel fastidioso sintomo che consiste nella difficoltà di evacuare il materiale fecale derivante dai processi digestivi. Favoriscono il corretto andamento del QI favorendo quindi la distribuzione dell'energia alimentare e la corretta ripartizione dei rifiuti. I problemi digestivi sono sempre ingenerati da un deficit delle funzioni spleniche o gastriche con la partecipazione, a volte decisiva, della stasi del QI di fegato che agisce sulla coppia milza-stomaco con azione inibente. Ananas, bietola rossa, castagna, pollo, lenticchia, noce moscata, riso, rosmarino, trippa, zucchero, miglio, Riso integrale, pisello, fava, cavolo, crusca, girasole, olio d'oliva, patata, pinolo.
Alimenti che drenano l'umidità/calore e diureticiSono alimenti generalmente di sapore amaro o insipido e di natura fresca che permettono alla milza di migliorare la sua azione metabolizzante sull'umidità. Questa energia particolarmente statica, può determinare un numero molto elevato di disarmonie anche per il fatto di unirsi ad altre energie come il vento, il calore e il freddo. Nel primo caso il binomio vento/umidità è alla base di tutte le malattie dette reumatiche ed il sintomo caratteristico è la poliartralgia migrante. Nel secondo caso si avranno le malattie caratterizzate da un colorito giallastro o vero e proprio ittero. Il paziente si sente appesantito e le secrezioni sono caratterizzate da particolare appiccicosità, colorito giallastro ed odore sgradevole. Tipici esempi di calore/umidità sono le cistiti con urine torbide, le calcolosi delle vie biliari e urinarie ed alcune forme di dermatiti con la formazione di foruncolosità con liquido siero-purulento. Nel caso di Freddo/Umidità si avranno le malattie reumatiche con particolare intensità dolorosa, le bronchiti con abbondante secrezione mucosa. In ogni caso la presenza di Umidità porta alla comparsa di sintomi comuni come la pesantezza corporea e cefalica, la sonnolenza, l'eccessiva produzione di mucosità e la comparsa dell'induito linguale scivoloso e spesso con colorazioni relative all'energia abbinata all'Umidità stessa, per cui avremo che in caso di umidità/calore l'induito sarà giallastro mentre in caso di umdità/freddo, la patina sarà spessa, ma di colore bianco. La comparsa di malattie determinate da eccesso di Umidità possono essere determinate da una reale penetrazione di Umidità cosmica o da un deficit dell'energia splenica che non riesce a contrastare la naturale presenza di Umidità. Nella formulazione di una dietoterapia per contrastare l'Umidità occorre tenere sempre a mente che oltre a contrastare l'energia suddetta occorre procedere alla valida tonificazione dell'organo deputato alla sua metabolizzazione. Per via delle sue caratteristiche di pesantezza e appiccicosità, occorre tenere a mente che le patologie causate dall'umidità tendono a cronicizzare e cercare di contrastarla o di espellerla può richiedere tempi terapeutici di una certa lunghezza. Cipolla, uva, mais, fagiolo, caffè, tè, capperi.
Alimenti che trattano i catarri, bechici e antiasmaticisono alimenti che espellono le secrezioni mucose e favoriscono la respirazione e la sedazione della tosse. I Catarri rappresentano la solidificazione e l'addensamento dell'umidità e per la loro caratteristica di viscosità e collosità sono tradotti con il termine di "catarri". Vengono innanzitutto classificati in catarri freddo, catarri calore, catarri vento. Nespolo, alloro, polmone, mandorla, ginepro.
Alimenti riscaldanti e diaforeticisono quelli che determinano un'espulsione del Freddo interno sia esso dovuto alla penetrazione dell'energia cosmica o determinato da una condizione di deficit dello YANG. Sono alimenti in gran parte associati proprio ai tonificatori dello YANG per rafforzarne l'azione. Gli alimenti Diaforetici sono quelli che determinano un aumento della traspirazione in funzione di espellere gli agenti cosmopatogeni presenti sulla superficie prima che guadagnino l'interno. La loro azione può avvenire nei confronti dell'aggressione da parte del freddo (sudorificazione calda) o da parte del calore (sudorificazione fredda). agnello, cannella, chiodo di garofano, peperoncino, porro, anatra, basilico, scalogno, zenzero.
Alimenti tonici di QI e sanguesono quegli alimenti in grado di ripristinare, temporaneamente, il quantitativo energetico. Le condizioni di deficit che possono colpire l'organismo sono molte tuttavia quelle con più frequente insorgenza sono quelle a carico del QI e del sangue. Sono più frequenti e quasi sempre le prime a manifestarsi, mentre altri deficit come quello di YIN e YANG sono spesso lo sviluppo delle deficienze energetico-ematiche. In genere si sviluppa dapprima un deficit di QI che poi determina un calo del quoziente ematico, a meno che non intervengano delle repentine e cospicue perdite di sangue per cui si ha un contemporaneo deficit di tutte e due le energie. Avena, burro, dattero, fagiano, latte, maiale, manzo, agnello, piccione, shitake, miele, ostrica, pesci bianchi, pollo, segale, seppia, uovo, ciliegia, cocco, giuggiola, liquirizia, prosciutto, soia, cacao.
Alimenti tonici dello YINsono quelli in grado di innalzare il quoziente energetico della radice YIN. La condizione per cui si rende necessario ricorrere agli alimenti tonici dello YIN è quella di deficit di questa polarità energetica. Le cause che determinano il deficit di YIN sono numerose: il perdurante attacco di energie YANG come il calore o la secchezza che mettono in difficoltà i liquidi organici che, come sappiamo, fanno parte della polarità YIN; costanti e modesti sanguinamenti come le modiche metrorragie, determinano un impoverimento del sangue e di conseguenza anche dello YIN; gli esiti di interventi chirurgici con la comparsa della febbre e una non valida idratazione, determinano un rapidissimo instaurarsi di un deficit di YIN; la fisiologica condizione climaterica può trasformarsi in una condizione di deficit di YIN e di sangue; condizioni prolungate di stress neuro-psichico determinano un impoverimento dello YIN soprattutto di cuore e fegato con la comparsa di sintomatologie assai variate; la dieta particolarmente ricca di alimenti di natura calda determinano la comparsa di un deficit di YIN soprattutto al comparto gastrico con la comparsa di gastralgie di varia intensità. Coniglio, quaglia, vongola, mitilo, lampone, mora, sesamo, mela, zucchero, granchio, limone, fico
Alimenti tonici dello YANGvengono utilizzati per restaurare lo YANG deficitario che può mostrarsi tale in seguito ai seguenti fattori patogeni: Persistente aggressione da parte di energie cosmopatogene come il freddo o l'umidità, alimentazione errata con costante ed eccessiva introduzione di alimenti di natura fredda o crudi, fisiologico o precoce decadimento dello YANG con il trascorrere del tempo. Gambero, mela cotogna, passero, rognone, noce.